# Gloria (Vivaldi)
Antonio Vivaldi scrisse almeno tre Gloria, dei quali solo due giungono sino a noi: l'RV 588 e l'RV 589. Quest'ultimo è il più popolare lavoro sacro di Vivaldi. Composto tra il 1713 e il 1714

## Introduzioni

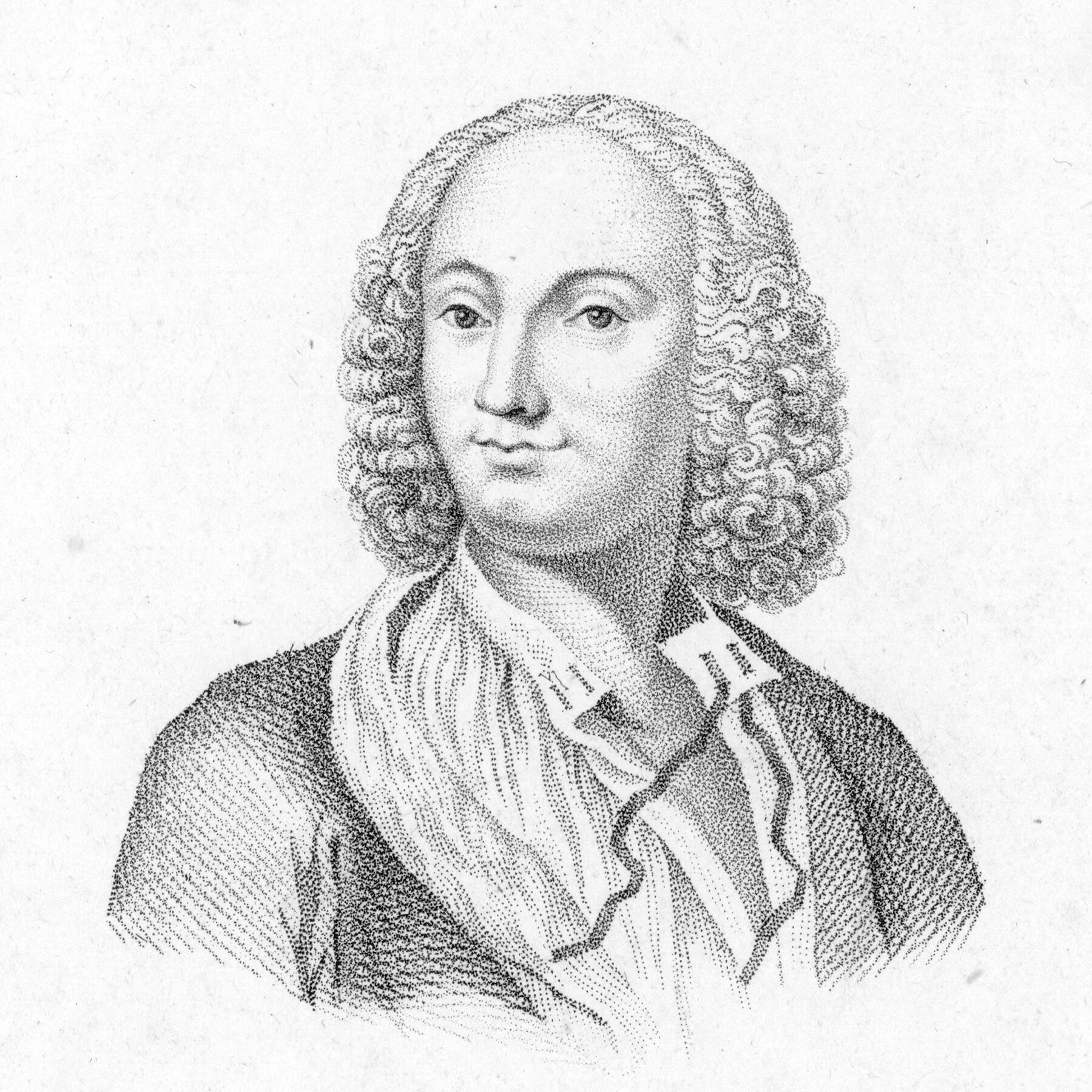
Antonio Vivaldi, in un ritratto postumo di James Caldwall.

Come per altri lavori corali, anche per i Gloria Vivaldi scrisse delle introduzioni (ossia mottetti d'introduzione), che venivano eseguiti prima di questi canti sacri. Esistono quattro introduzioni per questi Gloria: Cur Sagittas (RV 637), Jubilate, o amoeni cori (RV 639), Longe Mala, Umbrae, Terrores (RV 640) e Ostro Picta (RV 642).

## Gloria RV 588
Il meno conosciuto dei due Gloria sopravvissuti, l'RV 588, fu composto presumibilmente durante l'attività di Vivaldi presso il Pio Ospedale della Pietà, istituto all'epoca noto per il suo coro particolarmente avanzato. La data di composizione tra questo Gloria e l'RV 589 è ancora in discussione, ma entrambi mostrano ispirazioni compositive l'uno dall'altro.
L'RV 588, come l'RV 589 scritto nella tonalità di Re maggiore, adotta ampiamente l'impostazione a due cori dello stesso testo del compositore veronese Giovanni Maria Ruggieri (il quale sarà numerato dal catalogo Ryom al RV Anh. 23). Sulla partitura autografa che Vivaldi possedeva ci sono annotazioni di suo pugno che dimostrano che egli ne aveva sicuramente rivisto la struttura. Il titolo originale del Ruggieri è Gloria per due chori ed è datato 9 settembre 1708. Molti movimenti presentano ispirazioni da questa composizione e due movimenti (Qui tollis peccata mundi e Cum sancto Spiritu) furono copiati dal Gloria di Ruggieri (sebbene il Qui tollis peccata mundi ometta completamente il secondo coro e il Cum sancto Spiritu sia stato leggermente modificato). Il primo movimento del RV 588 è anche una versione estesa del RV Anh. 23, senza il secondo coro impiegato nel RV Anh. 23 e anche con le misure delle progressioni degli accordi.

### Movimenti
1. Introduzione (RV 639): Aria Jubilate o amoeni cori (Contralto)
2. Recitativo In tam solemni pompa (Contralto)
3. Aria Sonoro Modulamine (Contralto) — Gloria in excelsis Deo RV 588 (Coro)
4. Et in terra pax (Coro)
5. Laudamus te (Soprani I e Soprano II)
6. Gratias agimus tibi (Coro)
7. Domine Deus (Tenore)
8. Domine, Fili unigenite (Coro)
9. Domine Deus, Agnus Dei (Coro)
10. Qui tollis peccata mundi (Coro)
11. Qui sedes ad dexteram Patris (Contralto)
12. Quoniam tu solus sanctus (Soprano)
13. Cum Sancto Spiritu (Coro)

## Gloria RV 589
Il Gloria RV 589 (in Re maggiore) ha una durata di 33 minuti circa ed è composto da 11 o 12 pezzi, a seconda che si contino il quarto ed il quinto come separati o come pezzo unico.

### Strumenti e voci
L'opera è stata composta per orchestra, soli (soprano e contralto) e coro a quattro voci miste (soprani, alti, tenori e bassi). I soli cantano nei pezzi numero III, VI, VIII e X. 

### Movimenti
1. Gloria in excelsis Deo, allegro (Coro)
2. Et in terra pax hominibus, andante (Coro)
3. Laudamus te, allegro (Soprani I e II)
4. Gratias agimus tibi, adagio (in molte versioni è considerato unito al numero successivo) (Coro)
5. Propter magnam gloriam,allegro (Coro)
6. Domine Deus, largo (Soprano)
7. Domine Fili Unigenite, allegro (Coro)
8. Domine Deus, Agnus Dei, adagio (Contralto e Coro)
9. Qui tollis peccata mundi, adagio (Coro)
10. Qui sedes ad dextram Patris, allegro (Contralto)
11. Quoniam tu solus Sanctus, allegro (Coro)
12. Cum Sancto Spiritu, allegro (Coro)